# Kabolapatak
Kabolapatak (románul: Iapa) falu Romániában, Máramaros megyében.

## Fekvése
Máramarosszigettől délnyugatra fekvő település.

## Nevének eredete
Nevét a magyar, illetőleg székely kabala (ló) szóból vette.

## Története
Nevét Kabalafölde néven 1319-ben említik először az oklevelek.
1406-ban Kabalapathaka, 1424-ben Kabolapatak, 1429-ben Kabolapathaka, 1459-ben Lopatak, Lopathaka, 1543-ban Lwpathaka, 1808-ban Kabaláspatak, Kobilec, Jápa,  néven írták.
1851-ben Máramaros vármegyéhez tartozott.
1909-ben 1672 lakosa volt, melyből 1222 román, valamint 93 magyar és zsidó volt.

## Híres emberek
- Itt született Kandray Géza (1883. január 12. – Kolozsvár, 1969. március 10.) magyar pedagógus, tankönyvíró.